# Kordowiec (szczyt)

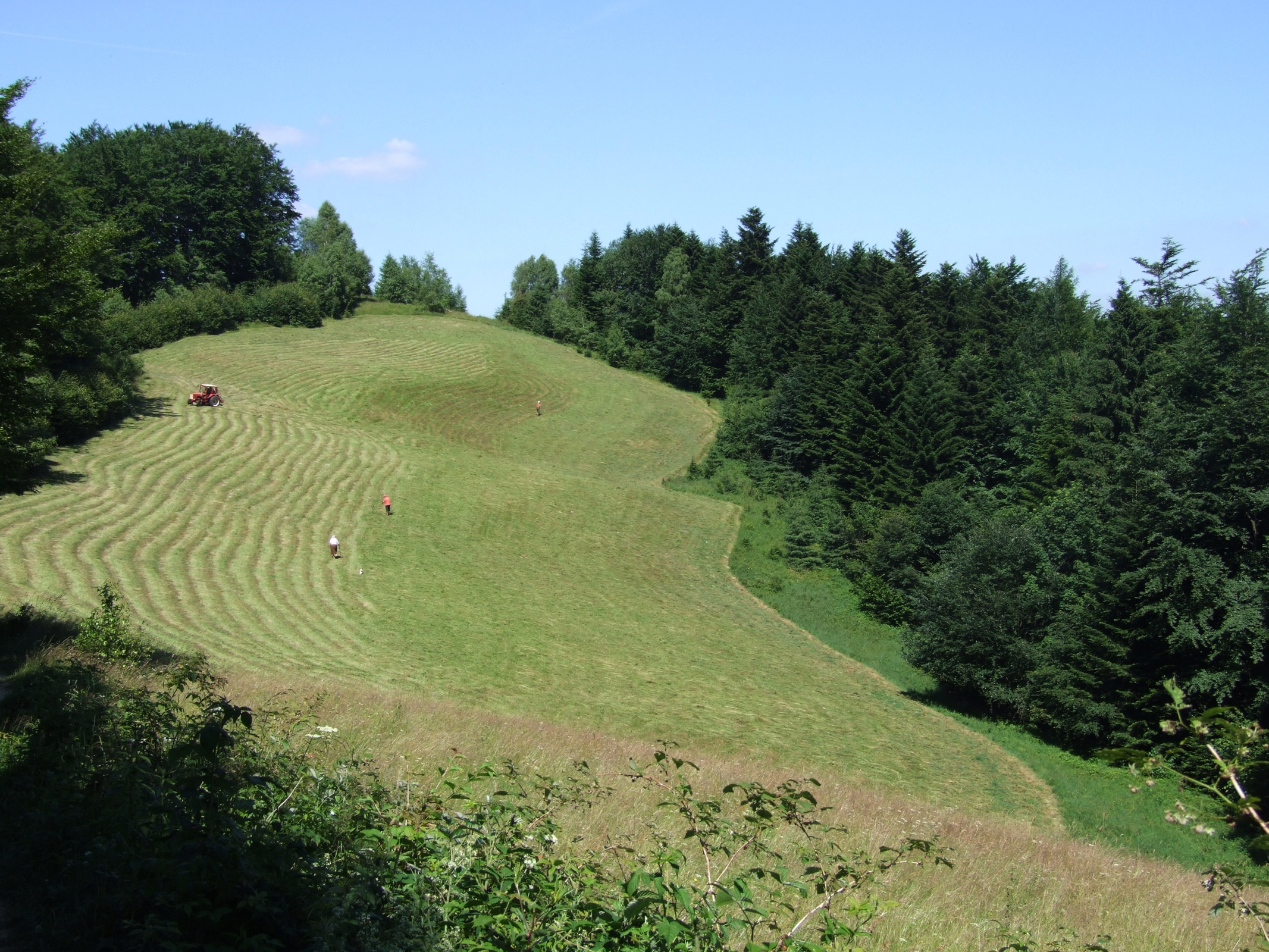
Wierzchołek Kordowca. Sianokosy na podwierzchołkowej polanie

Kordowiec (763 m) – szczyt w Beskidzie Sądeckim. Jest najdalej na wschód wysuniętą kulminacją głównego grzbietu Pasma Radziejowej. We wschodnie stoki wcinają się dolinki dopływów Młodowskiego Potoku, stok południowo-zachodni opada do potoku Podmiażnica. Na szczycie Kordowca grzbiet rozdwaja się na dwie boczne odnogi; jedna opada w północno-zachodnim kierunku do Rytra, druga w północno-wschodnim do Młodowa. Pomiędzy nim spływa potok Kordowiec, w dolinie którego znajduje się miejscowość Obłazy Ryterskie. Na północno-zachodnich zboczach znajduje się rozproszona zabudowa przysiółka Kordowiec w województwie małopolskim, w powiecie nowosądeckim, w gminie Piwniczna-Zdrój.
200 m poniżej wierzchołka Kordowca znajduje się niewielki budynek dawnej szkoły, która działała tutaj w latach 1961–1976. Przeniesiona została z wcześniej istniejącej i jeszcze wyżej położonej szkoły na Niemcowej. Szkoła na Kordowcu również została z powodu niewielkiej ilości dzieci zamknięta, a w jej budynku działała później sezonowe schronisko agroturystyczne. Nosi nazwę Szkoła nad obłokami pochodzącą od tytułu książki Marii Kownackiej opisującej szkołę na Niemcowej. Na oficjalnej stronie internetowej opisane jest jednak pod nazwą „Chata Kordowiec”.
Pod wierzchołkiem Kordowca znajduje się skrzyżowanie szlaków turystycznych. Po obydwu stronach jego wierzchołka (północnej i południowej) znajdują się duża Polana na Kordowcu. Z odkrytego południowo-wschodniego stoku Kordowca (polana) rozciąga się ograniczony widok na Niemcową i wierzchołek Kiczory. Rozległe natomiast widoki na Rytro, Beskid Wyspowy i Pasmo Jaworzyny rozciągają się spod budynku dawnej szkoły na Kordowcu.

## Piesze szlaki turystyczne[2]
Rytro – Kordowiec – Niemcowa – Wielki Rogacz – Radziejowa (Główny Szlak Beskidzki)
- z Rytra 1:50 h (↓ 1:25 h)
- z Niemcowej 0.40 h (↑ 0.50 h), z Wielkiego Rogacza 1.25 h (↑ 1:45 h)

 (szlak gminny) Rytro PKP – Kordowiec
- z Rytra 1:40 h (↓ 1:15 h)

 (szlak gminny) Sucha Struga (Kretówki) – Młodów PKP – Kordowiec
- z Młodowa 1:20 h (↓ 1 h), z Kretówek 2:20 h (z powrotem 2:20 h)